# Municipio de Downs (Kansas)
El municipio de Downs (en inglés: Downs Township) es un municipio ubicado en el condado de Sumner en el estado estadounidense de Kansas. En el año 2010 tenía una población de 156 habitantes y una densidad poblacional de 1,72 personas por km².

## Geografía
El municipio de Downs se encuentra ubicado en las coordenadas 37°10′13″N 97°31′46″O / 37.17028, -97.52944. Según la Oficina del Censo de los Estados Unidos, el municipio tiene una superficie total de 90.93 km², de la cual 90,93 km² corresponden a tierra firme y (0 %) 0 km² es agua.

## Demografía
Según el censo de 2010, había 156 personas residiendo en el municipio de Downs. La densidad de población era de 1,72 hab./km². De los 156 habitantes, el municipio de Downs estaba compuesto por el 98,08 % blancos, el 0,64 % eran amerindios y el 1,28 % eran de una mezcla de razas. Del total de la población el 0,64 % eran hispanos o latinos de cualquier raza.